# Acmaeodera quadrizonata
Acmaeodera quadrizonata es una especie de escarabajo del género Acmaeodera, familia Buprestidae. Fue descrita científicamente por Abeille de Perrin en 1891.
Esta especie se encuentra en el continente asiático.